# Wiesław Myśliwski

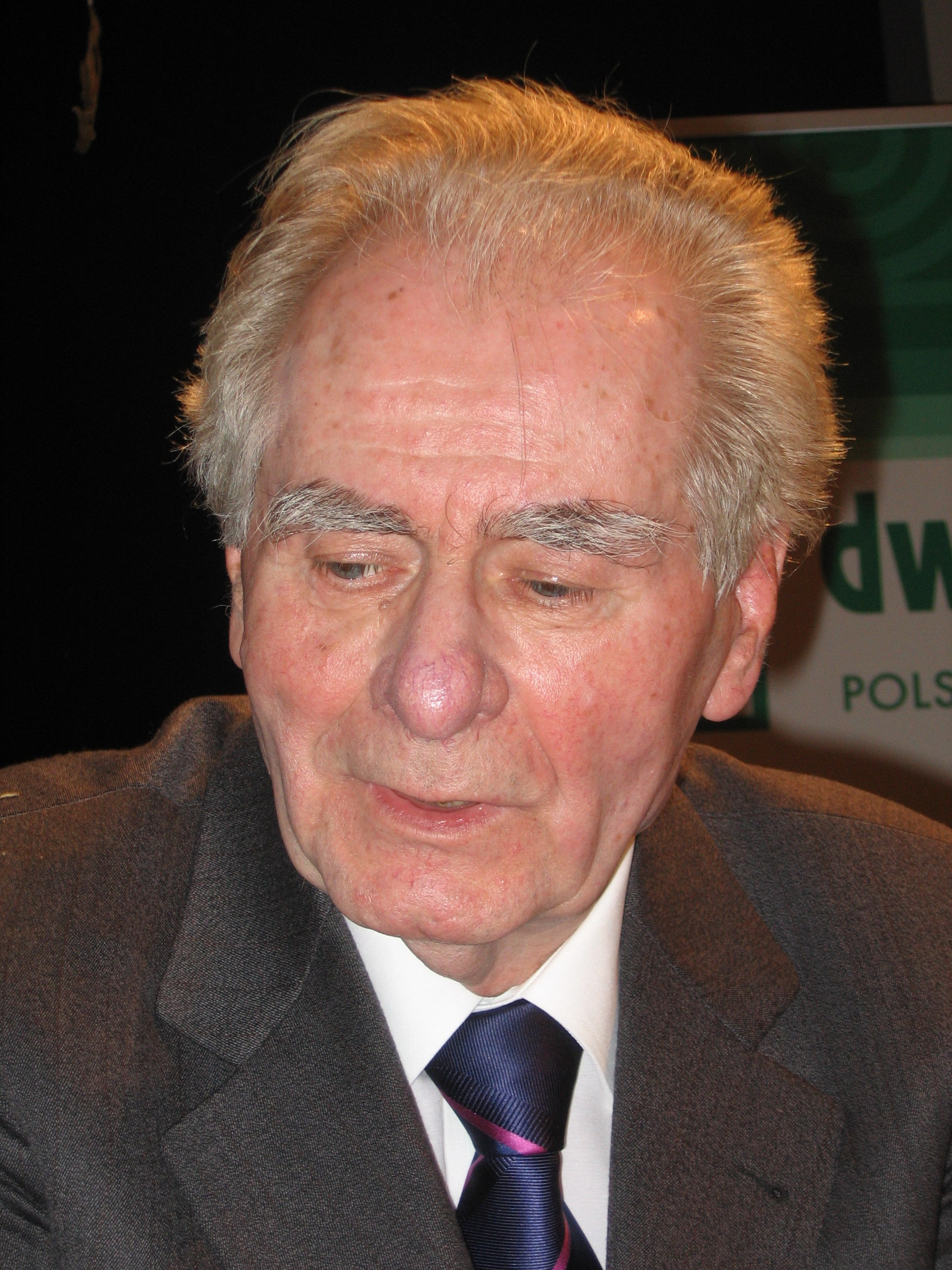
Wiesław Myśliwski in Warschau (2006)

Wiesław Myśliwski (Dwikozy, 25 maart 1932) is een Pools schrijver. In zijn romans en toneelstukken concentreert Myśliwski zich op het leven op het Poolse platteland. 
Hij heeft twee keer de Poolse Nike-literatuurprijs gewonnen, voor Widnokrąg (1996) en Traktat o łuskaniu fasoli (2006). Zijn roman Kamień na kamieniu won in 2012 de Best Translated Book Award, een Amerikaanse prijs voor boekvertalers.